# Université des sciences appliquées de Kajaani
L'Université des sciences appliquée de Kajaani (finnois : Kajaanin ammattikorkeakoulu, sigle: KAMK) est une université située à Kajaani en Finlande. 

## Présentation
L'université est créée, par la fusion en 2008, de l'école polytechnique Sydväst et de l'école polytechnique suédoise.